# آيت عياش

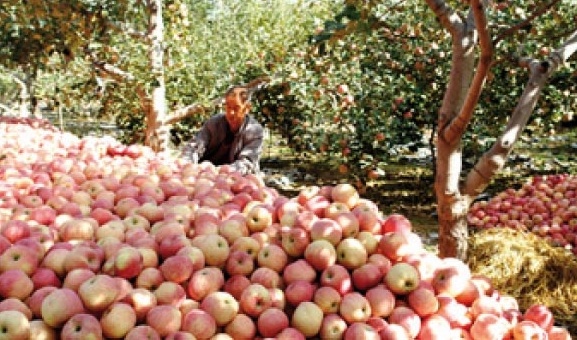
موسم جني التفاح بجماعة ايت عياش

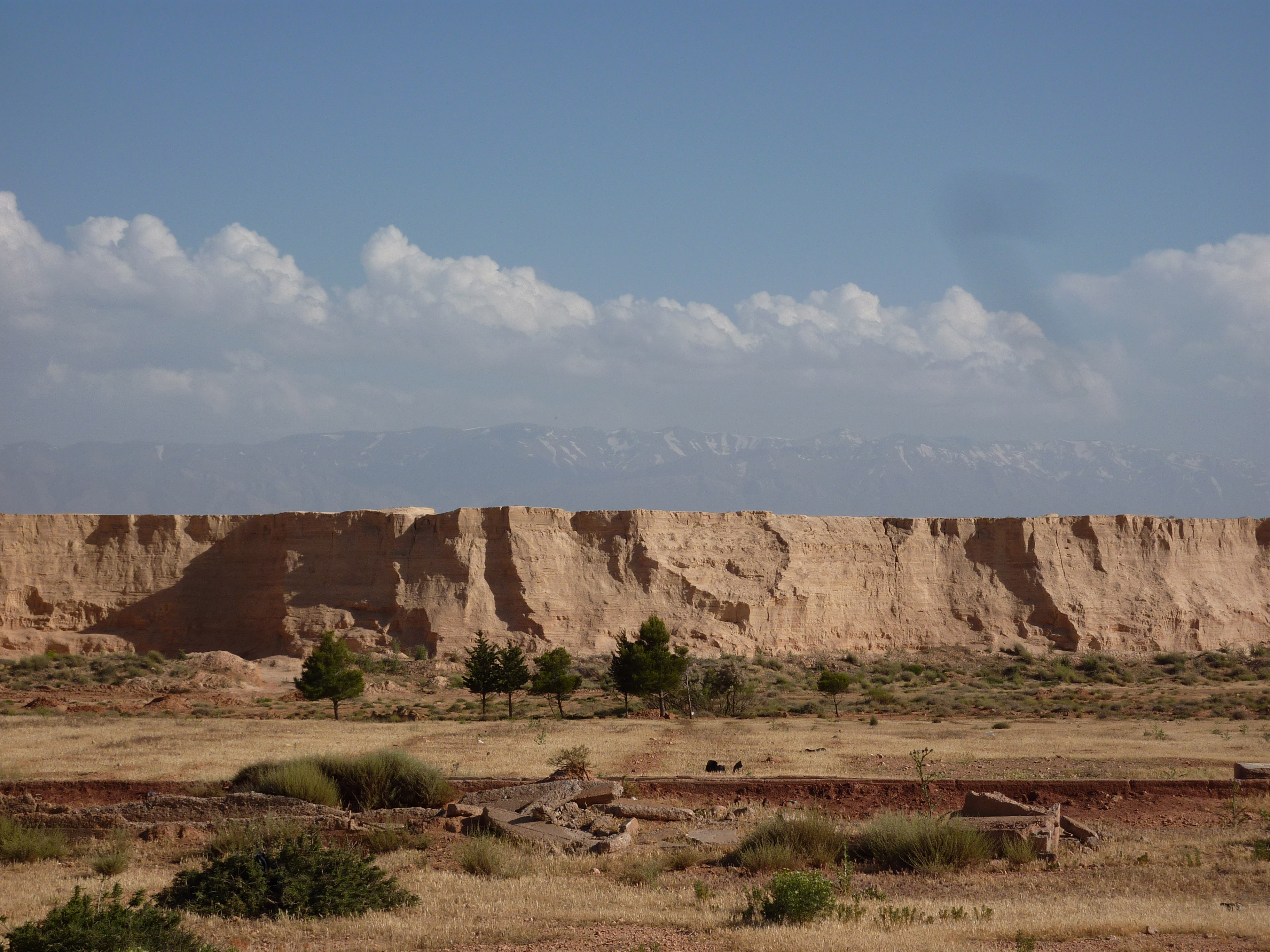
مشهد لجبل العياشي من جماعة ايت عياش

آيت عياش (بالأمازيغية: ⴰⵢⵜ ⴰⵢⴰⵛ) هي جماعة مغربية ذات طابع قروي، تنتمي لإقليم ميدلت بجهة درعة تافيلالت، بالأطلس الكبير الشرقي، يبلغ عدد سكان الجماعة 11.946 نسمة حسب إحصاء سنة 2014، تشتهر هذه الجماعة بإنتاج فاكهة التفاح على واد أنسكمير الذي ينبع من جبل العياشي. يبلغ عدد دواوير الجماعة 21 تنتمي ل 4 مشيخات. أكبرها هو مركز آيت أومغار.

## التاريخ
أحدثت الجماعة في البداية بإسم "أيت أومغار" سنة 1950 ثم تغيرت لإسم  أيت عياش مع صدور التقسيم الجماعي لسنة 1992

## الجغرافيا
تنتمي الجماعة جغرافيا إلى حوض ملوية العليا بين سلسلتي الأطلس الكبير والمتوسط بعلو يصل إلى 1540 متر فوق سطح البحر، يشرف عليها جبل العياشي، الذي يضم أعلى قمة جبلية بالأطلس الكبير الشرقي، تستفيد الجماعة من التساقطات الثلجية لجبل العياشي من خلال تغذيتها لواد أنسكمير الذي يقطع الجماعة. تبلغ المساحة الإجمالية للجماعة حوالي 475 كلم مربع. مناخها بارد خلال فصل الشتاء مع تساقطات مطرية وثلجية، ومعتدل خلال فصل الصيف، كما تعرف خلال فصل الصيف عواصف مطرية قوية، وتساقط البرد. 

## السكان
يبلغ عدد سكان الجماعة حسب إحصاءات 2014 حوالي 11.946 نسمة يعيشون في 2264 أسرة.
44 % من السكان يعانون من البطالة
يبلغ معدل النشاط 40.7%
65.8 % من الأسر مزودة بالكهرباء
0.5 % من الأسر مربوطة بالصرف الصحي
4.2 % من الأسر تتوفر على الأنترنت
09.1 % من الأسر تتوفر على حاسوب
95.7 % من السكان يتحدثون الأمازيغية
60.1 % من السكان يتحدثون الدارجة المغربية
حسب إحصاء سنة 2014 

## دواوير الجماعة
| اسم الدوار      | عدد سكان الدوار | المشيخة         | النوع     |
| --------------- | --------------- | --------------- | --------- |
| ايت علي أويوسف  | 730             | ايت علي أويوسف  | دوار مجمع |
| إعفيفن          | X               | ايت علي أويوسف  | دوار مجمع |
| ايت أومغار      | 2 160           | ايت علي أويوسف  | دوار مجمع |
| ايت سيدي اعمر   | 824             | ايت علي أويوسف  | دوار مجمع |
| أسكار           | 364             | ايت علي أويوسف  | دوار مجمع |
| ايت بن علي      | 328             | ايت بن علي      | دوار مجمع |
| ايت عثمان أوعلي | 198             | ايت بن علي      | دوار مجمع |
| ايت هادي        | X               | ايت بن علي      | دوار مجمع |
| تابنعيسات       | 231             | ايت بن علي      | دوار مجمع |
| بوعمامة         | 974             | ايت بن علي      | دوار مجمع |
| الزهيرة         | 226             | ايت بن علي      | دوار مجمع |
| ايت علي أوعلا   | 206             | ايت بن علي      | دوار مجمع |
| ايت توغاش       | 640             | ايت بن علي      | دوار مجمع |
| ايت الربع       | 186             | ايت بن علي      | دوار مجمع |
| اكلموس          | 589             | ايت بن علي      | دوار مجمع |
| ايت بن إيشو     | 788             | بودراع          | دوار مجمع |
| بودراع          | 886             | بودراع          | دوار مجمع |
| ايت سيدي بوموسى | 1 460           | ايت سيدي بوموسى | دوار مجمع |
| بوالنحاس        | 327             | ايت سيدي بوموسى | دوار مجمع |
| أوخاجة          | 383             | ايت سيدي بوموسى | دوار مجمع |
| تطحنات          | 183             | ايت سيدي بوموسى | دوار مجمع |

## الإقتصاد

### الفلاحة
الفلاحة هي النشاط الإقتصادي الأساسي لساكنة المنطقة، حيث تعيش فئة مهمة من السكان على الرعي في سفوح جبل العياشي، وممارسة الزراعة البورية، أما ضفاف وادي أنسكمير الذي يقطع الجماعة، فتعتبر من أكبر الأقطاب المنتجة لفاكهة التفاح بالمغرب، خاصة بعد تشييد سد تامالوت بالجماعة، في عالية واد أنسكمير.

## البنية التحتية
تتوفر الجماعة على:
- قنطرة حديثة على وادي انسكميرتربط بين ضفة آيت اومغار وبوعمامة
- سوق أسبوعي مجهز بدكاكين التخزين
- شبكة طرقية تربط الجماعة بالطريق الوطنية رقم 13
- 3 ملاعب رياضية للقرب
- مركز سوسيو رياضي وثقافي
- أربع مجموعات مدرسية و10 فرعيات وإعدادية وداخلية
- مركز تأهيل المرأة القروية [5]
- التعاونية الفلاحية أنسكمير

## مشاهير
حمو البوكيلي - رياضي 

## واد أنسڭمير
هو واد ينتمي للحوض المائي لملوية العليا ومن أهم روافد نهر ملوية، يقطع جماعة آيت عياش بشكل طولي، ينبع من جبل العياشي. تشتهر ضفاف الودي بزراعة فاكهة التفاح، وهو من أشهر المناطق في المغرب على مستوى إنتاج التفاح. يتزود الواد بالمياه من سد تامالوت، وهو سد يقع على تراب جماعة تونفيت، تم تنزيل أشغاله عام 2008، واستغرقت مدة إنجازه حوالي ست سنوات، بغلاف مالي يقدر ب64 مليار سنتيم. تبلغ حقينة السد حوالي 50 مليون متر مكعب، ويخول تنظيم ما يناهز 40 مليون مترا مكعبا سنويا، بما فيها تزويد الساكنة بالماء الصالح للشرب، وسقي حوالي 5000 هكتارا الأشجار المثمرة، والمساهمة في تطعيم الفرشة المائية والحماية من الفيضانات.